# Fernando Couto
Fernando Manuel Silva Couto (født 2. august 1969 i Espinho, Portugal) er en tidligere portugisisk fodboldspiller, der spillede som midterforsvarer hos flere europæiske klubber, samt for Portugals landshold. Af hans klubber kan blandt andet nævnes FC Porto i hjemlandet, spanske FC Barcelona samt Parma i Italien.

## Landshold
Couto spillede i årene mellem 1990 og 2004 hele 110 kampe for Portugals landshold, hvori han scorede otte mål. Han repræsenterede sit land ved EM i 1996, EM i 2000, VM i 2002 samt EM i 2004.